# Оричевское городское поселение
Оричевское городское поселение - городское поселение в Оричевском районе Кировской области.
Административный центр - пгт Оричи.

## Население
| 2009  | 2010  | 2011  | 2012  | 2013  | 2014  | 2015  |
| ----- | ----- | ----- | ----- | ----- | ----- | ----- |
| 8116  | ↘7962 | ↘7935 | ↘7723 | ↘7656 | ↘7490 | ↗7584 |
| 2016  | 2017  | 2018  | 2019  | 2020  | 2021  |       |
| ↘7496 | ↘7492 | ↘7351 | ↘7237 | ↘7128 | ↗7437 |       |

## Состав городского поселения
В состав городского поселения входит один населённый пункт — пгт Оричи.

## Местное самоуправление
Оричевская поселковая Дума.
Председатель поселковой Думы
Глава городского поселения
- Федяева Светлана Николаевна

Администрация Оричевского городского поселения
Глава администрации
- Федяева Светлана Николаевна